# Солодкина, Марина Михайловна
Марина Михайловна Солодкина (урождённая Гершман, ивр. מרינה סולודקין‎; 31 мая 1952, Москва, СССР — 16 марта 2013, Рига, Латвия) — израильский политик, депутат ряда созывов кнессета и член правительственных кабинетов Израиля.

## Биография
Марина Солодкина родилась 31 мая 1952 года в Москве. Отец родом из Хмельника Винницкой области, мать — из Каменец-Подольского. Отец с родителями в годы немецкой оккупации был депортирован в гетто; после освобождения воевал. Солодкина училась в Московском государственном университете, где защитила диссертацию кандидата экономических наук по теме «Этапы и особенности экономического развития Австралии» (1981, научный руководитель — профессор В. Т. Чунтулов, 1917—1986). Работала на кафедре экономической истории ВЗФЭИ. Автор научных трудов по экономической истории. Участвовала в проекте «Всемирной истории экономической мысли» в 6 томах (1986—1997) и словаря-справочника «История народного хозяйства» (1992). В 1987—1990 годах — доцент кафедры экономики МГУ.
В 1991 году репатриировалась в Израиль. В Израиле Солодкина вступила в «Объединение учёных-репатриантов», также она присоединилась к партии русскоязычных репатриантов «Исраэль ба-Алия».
В 1996 году Марина Солодкина была впервые избрана в кнессет. В кнессете 14-го созыва она занимала должность председателя комиссии по поддержке статуса женщины, также в этом созыве кнессета Марина Солодкина входила в финансовую комиссию и комиссию по вопросам алии и абсорбции. После выборов в кнессет 14-го созыва Солодкина сохранила свой мандат, она вошла в несколько парламентских комиссий, среди них комиссия по борьбе с наркотиками, комиссия по поддержке статуса женщины и другие. В период с 5 августа 1999 года по 11 июля 2000 года она занимала должность заместителя министра абсорбции Израиля. Впоследствии занимала эту же должность в правительстве Шарона, являясь заместителем Ципи Ливни.
Вместе с Шароном перешла в «Кадиму». Входила в лагерь Ципи Ливни, поддерживая её сначала против Ольмерта, а затем против Мофаза.
В день смерти Марина Солодкина участвовала в антифашистской конференции и стала свидетельницей шествия в честь латышских легионеров Ваффен-СС.
Марина Солодкина была замужем, имела двоих детей, жила в Ашкелоне.

## Публикации
- Солодкина М. М. Об историко-экономическом познании. // «Истоки» (сборник статей), выпуск I: Вопросы истории народного хозяйства и экономической мысли / Ред.: В. Ю. Григорьева, Е. А. Рязанцева. — М.: Экономика, 1989. — С. 24—36.
- История народного хозяйства: Словарь-справочник / Н. О. Воскресенская, А. Н. Маркова, М. М. Солодкина; Под ред. А. Н. Марковой. — М.: Экономика, 1992.